# 千灯镇
千灯镇，属于中国江苏省苏州市昆山市，位于昆山市市区以南15公里处。千灯旧称千墩浦，1910年建乡，称茜墩乡，1950年设镇，1966年改为现名，2003年原石浦镇并入千灯镇。千灯镇是中国历史文化名镇，国家4A级旅游景区，东与上海市青浦区接壤，面积84平方公里，人口约13万人。2019年中国百强乡镇第37名。
千灯系昆南重镇，四五千年前，已有人类在此活动。梁朝天监三年（503年），建延福寺（元末寺毁）、秦峰塔，成为佛教胜地。宋室南渡后，始建市镇。由于优越的自然条件和地理环境，逐渐成为昆南贾商聚集之地。

## 行政区划
千灯镇下辖以下地区：
河东街社区、中宅新村社区、石浦社区、古镇社区、炎武社区、华强社区、马路桥社区、庙外台社区、淞南社区、西宿村、南湾村、支浦村、前进村、大潭村、吴桥村、陶桥村、西横村、大唐村、庄巷村、萧墅村、善浦村、石北村、中节村、新潭村、石浦村、余项村、马巷村、歇马桥村、陆家桥村、年沙村、新泾村、施家泾村和盛家埭村。

## 景点

### 顾坚纪念馆
顾坚为宋末元初戏曲家，自号“风月散人”，千灯人，昆曲创始人。太学生，精于南辞，善作古赋。其纪念馆在千灯古镇之千灯浦西。
- 千灯镇顾坚纪念馆
- 昆曲创始人顾坚塑像
- 文征明手录魏良辅《南词引正》

### 顾炎武故居
万历41年5月28日，著名思想家顾炎武诞生于千墩镇蒋泾湾。康熙21年正月初八，顾炎武上马失足坠地猝于曲沃，终年七十岁，葬于蒋泾湾祖茔内（今千灯中学内）。顾炎武故居位于千灯古镇之千灯浦西，蒋泾南岸。故居为顾炎武祖父顾济创建，嘉靖年间为倭寇所毁，嘉靖帝于原地赐重建。顾炎武故居座西朝东，为五进大宅。正厅贻安堂为明代建筑，雕梁画栋。故居后园有顾炎武墓和石马。
- 千灯镇顾炎武故居
- 顾炎武故居贻安堂
- 顾炎武故居读书楼
- 千灯古镇顾炎武故居顾园
- 顾炎武之墓

### 千灯草堂
千灯草堂又简称为千灯馆，是千灯古镇的特色展馆之一，馆内收藏千余盏灯，是收藏家殷小林积二十余年的收藏成果，由最早的原始时代灯到现代灯具，时间跨越五千多年。
- 千灯草堂
- 千灯馆新石器时代石灯
- 千灯馆汉代灰陶抱子灯
- 千灯馆唐代西域灯
- 千灯馆元代青花灯
- 千灯馆明代铜灯

## 文物保护单位[3]
| 编号                 | 名称                 | 年代                 | 地址                 | 坐标                 | 登录时间             | 图片                 |                      |
| 全国重点文物保护单位 | 全国重点文物保护单位 | 全国重点文物保护单位 | 全国重点文物保护单位 | 全国重点文物保护单位 | 全国重点文物保护单位 | 全国重点文物保护单位 | 全国重点文物保护单位 |
| -------------------- | -------------------- | -------------------- | -------------------- | -------------------- | -------------------- | -------------------- | -------------------- |
|                      | 秦峰塔               | 北宋                 | 千灯镇               |                      | 2013-5-3             |                      |                      |
|                      | 顾炎武墓及故居       | 清                   | 千灯镇               |                      | 2013-5-3             |                      |                      |
| 江苏省文物保护单位   |                      |                      |                      |                      |                      |                      |                      |
|                      | 余家当铺             | 清                   | 千灯镇               |                      | 2006-6-5             |                      |                      |
| 昆山市文物保护单位   |                      |                      |                      |                      |                      |                      |                      |
|                      | 少卿山遗址           | 新石器时代           | 千灯镇               |                      | 1991-7-27            |                      |                      |
|                      | 千灯石板街           | 清                   | 千灯镇               |                      | 1997-5-15            |                      |                      |
|                      | 卫泾墓               | 南宋                 | 千灯镇               |                      | 2004-7-8             |                      |                      |
|                      | 吴家桥               | 清                   | 千灯镇               |                      | 2004-7-8             |                      |                      |
|                      | 种福桥               | 清                   | 千灯镇               |                      | 2004-7-8             |                      |                      |
|                      | 永福桥               | 清                   | 千灯镇               |                      | 2004-7-8             |                      |                      |
| 4-                   | 李宅                 | 清                   | 千灯镇南大街         |                      | 2009-9               |                      |                      |
| 5-                   | 歇马桥石板街         | 民国                 | 千灯镇歇马桥村       |                      | 2013年9月17日        |                      |                      |
|                      | 千灯谢宅             | 清末民初             | 千灯镇棋盘街         |                      | 2013年9月17日        |                      |                      |
|                      | 陶家桥               | 清                   | 千灯镇               |                      | 2013年9月17日        |                      |                      |
|                      | 千灯马宅             | 清代晚期             | 千灯镇南大街         |                      | 2013年9月17日        |                      |                      |
|                      | 千灯葛宅             | 民国                 | 千灯镇北大街         |                      | 2013年9月17日        |                      |                      |
|                      | 北大街顾宅           | 民国                 | 千灯镇北大街         |                      | 2013年9月17日        |                      |                      |

### 千灯圖集
- 千灯古镇4A旅游景区
- 千灯古镇石板街
- 千灯古镇牡丹亭
- 千灯古镇小桥流水

## 公交

### 千灯发出（省内）
- 千灯-苏州汽车北站（票价18元，千灯景点售票处售票，一日5班）

### 千灯发出（省际）
- 千灯-青浦（票价8元，上车购票）

### 千灯镇村班线
票价均为1元。
- 251路 秋泉家园环线
- 252路 千灯-汉昆路南浦东路
- 253路 千灯-轨道交通花桥站
- 254路 千灯-陆家
- 351路 千灯环线
- 352路

### 经过线路
- 112路 汽车客运南站-石浦浦园
- 113路 汽车客运南站-淀山湖
- 132路 昆山南站-恒升园
- 昆山-青浦